# الرسالة العملية
الرسائل العملية عند الشيعة الإثني عشرية هي كتب حاوية علی فتاوى وأحكام شرعية يؤلفها عادة مرجع التقليد، لتعرّف المقلّدَ على فتاوى مرجعه في أمور دينه، والعمل بها.
وقد بادر علماء الشيعة منذ بداية عصر الغيبة الكبری إلی تأليف رسائل عملية لمقلديهم وما زالت هذه الطريقة هي الشائعة في إيصال الفتاوى إلی المقلدين.
وقد اختار بعض الفقهاء أسماء خاصة لرسائلهم مثل وسيلة النجاة والعروة الوثقى ومنهاج الصالحين وغير ذلك من الأسماء.

## الاجتهاد والتقليد
إنّ تقليد المجتهد الجامع للشرائط هي عقيدة عند الشيعة الاصولية، حين يصل الشيعي إلى سن التكليف يتوجب عليه أن يعمل بالأحكام الشرعية بإحدى الطرق الثلاث، والطريقة عند عوام الشيعة هو تقليد أحد المجتهدين والعمل بفتاويه.
فمرجع التقليد يقوم بالإفتاء وإصدار آرائه في الأحكام الفقهية في كتاب يسمّى الرسالة العملية ويرجع المقلد اليها لمعرفة الأحكام الفقهية.
والتقليد يكون في الحكم الشرعي الفقهي فقط، أما أصول الدين والعقائد فلا يُقلد فيها ويجب على المكلف أن يبحث فيها عن الدليل والبرهان باتفاق جميع المراجع.

## تاريخ الرسالة العملية
بادر علماء الشيعة بتدوين الكتب المستقلّة لبيان الأحكام الشرعية في مختلف الأبواب الفقهية، في عصر الغيبة الكبرى. وان كانت الأحكام الشرعية بصيغته ثابتة، ولكن تغيّرت هذه الكتب بفعل الزمن
مع تغيير أساليب التعبير ووقائع الحياة من عصر إلى عصر آخر.
ولعل أول كتاب صُنف في هذا المجال هو كتاب من لا يحضره الفقيه للشيخ الصدوق الذي ألّفه في إطار الفقه لرجوع المكلّفين إلیه في أحكامهم واعتقاداتهم، وإن كان يعدّ هذا الكتاب من المصادر الروائية ولكن الغرض من تأليفه هو الغرض من الرسالة العملية. وأيضاً كتاب المقنعة للشيخ المفيد وكتاب النهاية في مجرّد الفقه والفتوى للشيخ الطوسي يأتي في هذا السياق.
ظهر مصطلح الرسالة العملية في القرن الحادي عشر ولعل أوّل من صنفها هو القاضي الشهيد السعيد نور الله التستري (1019 هـ) وتوجد نسختها في المكتبة الرضوية، ومن بعدها الرسالة العملية للمحقق السبزواري، الذي كتبها سنة 1087 هـ، وباللغة الفارسية.
ثم توالى الفقهاء بعد ذلك في كتابة الرسائل العملية لمقلّديهم.حتى وصل الحال إلى كتابة الرسائل العملية بشكلها المتأخر، كرسالة صراط النجاة للشيخ مرتضى الأنصاري (1281هـ)، وبعدها رسالة العروة الوثقى للسيد محمد كاظم اليزدي (1337هـ)، التي شكلت منعطفاً في تاريخ تدوين الرسائل العملية، ومن بعدها رسالة وسيلة النجاة لأبي الحسن الإصفهاني
(1365هـ)، وتوضيح المسائل للسيد حسين البروجردي (1380هـ)، ومنهاج الصالحين للسيد محسن الحكيم (1390هـ)، وقد يسير على طريق الرسائل الثلاث الأخيرة، اليوم أغلب الفقهاء ومراجع التقليد.

## محتوی الرسالة العملية
الرسالة العملية هي التعبير السائد عن الكتاب الذي يحتوي على مجموعة الفتاوى والأحكام الشرعيّة التي يصدرها مرجع التقليد من خلال استخراجها واستنباطها من مصادر التشريع الأربعة بفهمه واجتهاده، وهي تشمل جميع أبواب الفقه. والمطلوب الأساس فيها هو تعرّف المقلدين على فتاوى مرجعهم في أمور دينهم من العبادات والمعاملات وغير ذلك، والعمل بها.
تُكتب هذه الرسائل غالبا بلغة بسيطة مفهومة وبعيدة عن كل غموض كي يستطيع القارئ أن يفهمها ويعمل بها.
وتكون الرسائل العملية على نوعين:
فبعض الرسائل تكون على شكل كتاب مبوب وفي كل باب تفصيل القواعد والفتاوى الخاصة بالموضوع، كرسالة أبو القاسم الخوئي ورسالة تحرير الوسيلة لآية الله الخميني.
وهناك نوع آخر من الرسالة وهي الرسالة المبوبة التي تحتوي على العديد من الأسئلة وأجوبتها من وحي الواقع. كرسالة السيد علي الخامنئي وهي تسمى أجوبة الاستفتاءات بقسميها العبادات والمعاملات.